# 姜成山
姜成山（강성산，1931年3月3日—2000年6月25日），朝鮮民主主義人民共和国政治人物，朝鮮劳动党政治局委員，朝鲜前任政務院总理。

## 生平
因受到金日成信任，历任国政及党務要職。1984年1月到1986年12月和1992年4月到1998年9月两度担任政務院总理。1996年后，担任有名無实的党政治局委員。受糖尿病恶化影響，事实上是引退状態。2000年離世。

## 家庭
他的女婿康明道在1994年5月逃往南韓。
| 政府职务      | 政府职务                      | 政府职务      |
| ------------- | ----------------------------- | ------------- |
| 前任： 李钟玉 | 朝鮮政務院总理 1984年－1986年 | 繼任： 李根模 |
| 前任： 延亨默 | 朝鮮政務院总理 1992年－1998年 | 繼任： 洪成南 |